# عوض سعفان
عوض سعفان حكم كرة قدم مصري، من منطقة الدقهلية لكرة القدم، يشارك حاليًا في الدوري المصري الممتاز.